# Округи Англії
Округи Англії (також відомі як округи місцевих органів влади або округи місцевого самоврядування, щоб відрізняти їх від неофіційних міських округів) — це рівень субнаціонального поділу Англії, який використовується для цілей місцевого самоврядування. Оскільки структура місцевого самоврядування в Англії неоднорідна, наразі існує чотири основних типи поділу на районний рівень. Загалом існує 309 округів, які складаються з 36 столичних округів, 32 лондонських районів, 181 дворівневого, неметропольного округу та 58 унітарних органів влади, а також Лондонське Сіті та острови Сіллі, які також є округами, але не відповідають будь-якій із цих категорій. Деякі райони називаються містами, бороми або королівськими округами, це суто почесні назви, які не змінюють статусу району чи повноважень їхніх рад. Усі райони та міста (і кілька районів) очолює мер, який у більшості випадків є церемоніальною особою, обраною окружною радою, але — після реформи місцевого самоврядування — час від часу є мером, який обирається прямим голосуванням і приймає більшість політичних рішень замість ради.

## Історія
До створення округів у 1890-х роках основною одиницею місцевого самоврядування в Англії була парафія, яка керувалася ризничним комітетом парафіяльної церкви. Ризниці вирішували як парафіяльні, так і світські державні справи. Парафії були спадкоємцями панської системи і історично об’єднувалися в сотні, які виконували певну наглядову адміністративну функцію. Однак ці повноваження зникали, оскільки все більше і більше громадянських і судових повноважень зосереджувалося в повітових містах. З 1834 року ці парафії були об'єднані в спілки права бідних, утворюючи області для управління Законом бідних. Згодом ці території були використані для обліку населення та як бази санітарного забезпечення. У 1894 році на основі цих попередніх підрозділів Закон про місцеве самоврядування 1894 року створив міські округи та сільські округи як підрозділи адміністративних округів, які були створені в 1889 році. Водночас волосне місцеве управління було передано цивільним парафіям. Інша реформа 1900 року створила 28 столичних районів як підрозділи Лондонського графства.
Встановлення нинішньої структури районів в Англії почалося в 1965 році, коли було створено Великий Лондон і його 32 райони Лондона. Це найстаріший тип району, який все ще використовується. У 1974 році столичні та неметрополісні округи (також відомі як «ширські графства ») були створені по всій решті території Англії та були розділені на столичні округи та неметрополісні округи.

## Столичні райони
Метрополітен-боро є підрозділом столичного округу. Вони схожі на унітарні органи влади, оскільки столичні окружні ради були скасовані в 1986 році. Більшість повноважень окружних рад було передано округам, але деякими службами керують спільні ради та організації. Райони зазвичай мають населення від 174 000 до 1,1 мільйон.

## Метропольні боро
Метропольні боро є підрозділом столичного графства. Вони схожі на унітарні органи влади, оскільки столичні окружні ради були скасовані в 1986 році. Більшість повноважень окружних рад було передано округам, але деякими службами керують спільні ради та організації. Населення районів зазвичай становить від 174 000 до 1,1 мільйона осіб.

## Неметропольні округи
Неметропольні округи є органами влади другого рівня, які ділять повноваження з радами округів. Вони є підрозділами графств та найпоширенішим типом округу. У цих районах зазвичай проживає від 25 000 до 200 000 осіб.
У цій дворівневій системі ради графств відповідають за деякі місцеві послуги, такі як освіта, соціальні послуги та дороги, тоді як районні ради керують іншими службами, такими як збирання відходів, місцеве планування та міське житло.
Кількість дворівневих неметричних округів (також відомих як графські округи) з часом змінювалася. Спочатку їх було 296; після створення в 1990-х, 2000-х і 2010-х роках однорівневих унітарних органів влади їх кількість скоротилася до 192.

## Унітарні одиниці
Це однорівневі неметропольні округи, які відповідають за управління всіма місцевими службами на своїх територіях, поєднуючи функції як округу, так і району. Вони були створені в середині 1990-х років і часто охоплюють великі міста, оскільки це вважається більш ефективним, ніж дворівнева структура. Крім того, деякі менші графства, такі як Ратленд, Герефордшир і острів Вайт, є унітарними органами влади. Всього існує 56 унітарних органів влади, в тому числі один запроваджений у 2020 році.
Області з унітарною владою є типом неметрополісного округу, більшість створено як окремі округи, що містять один округ, з окружною радою, але без окружної ради. Беркшир є незвичайним, будучи неметричним графством без ради графства та шести округів з унітарною владою. Корнуолл, Дарем, острів Уайт, Нортумберленд, Шропшир і Вілтшир були створені як округи з єдиним округом, але мають ради округів, що не є столичними, без районної ради. На практиці вони функціонують так само, як і інші унітарні органи влади.

## Боро Лондона
Лондонські райони є підрозділами Великого Лондона. Вони були засновані в 1965 році. Між 1965 і 1986 роками у Великому Лондоні існувала дворівнева структура уряду, і райони поділяли владу з Радою Великого Лондона (GLC). Коли GLC було скасовано в 1986 році, вони отримали подібний статус до унітарних органів влади. У 2000 році було створено Адміністрацію Великого Лондона та відновлено дворівневу структуру, хоча й зі зміною балансу повноважень і відповідальності.
Кожен район Лондона відповідає за багато послуг у своєму регіоні, наприклад, школи, управління відходами, програми планування, соціальні служби, бібліотеки та інші.

## Maпа

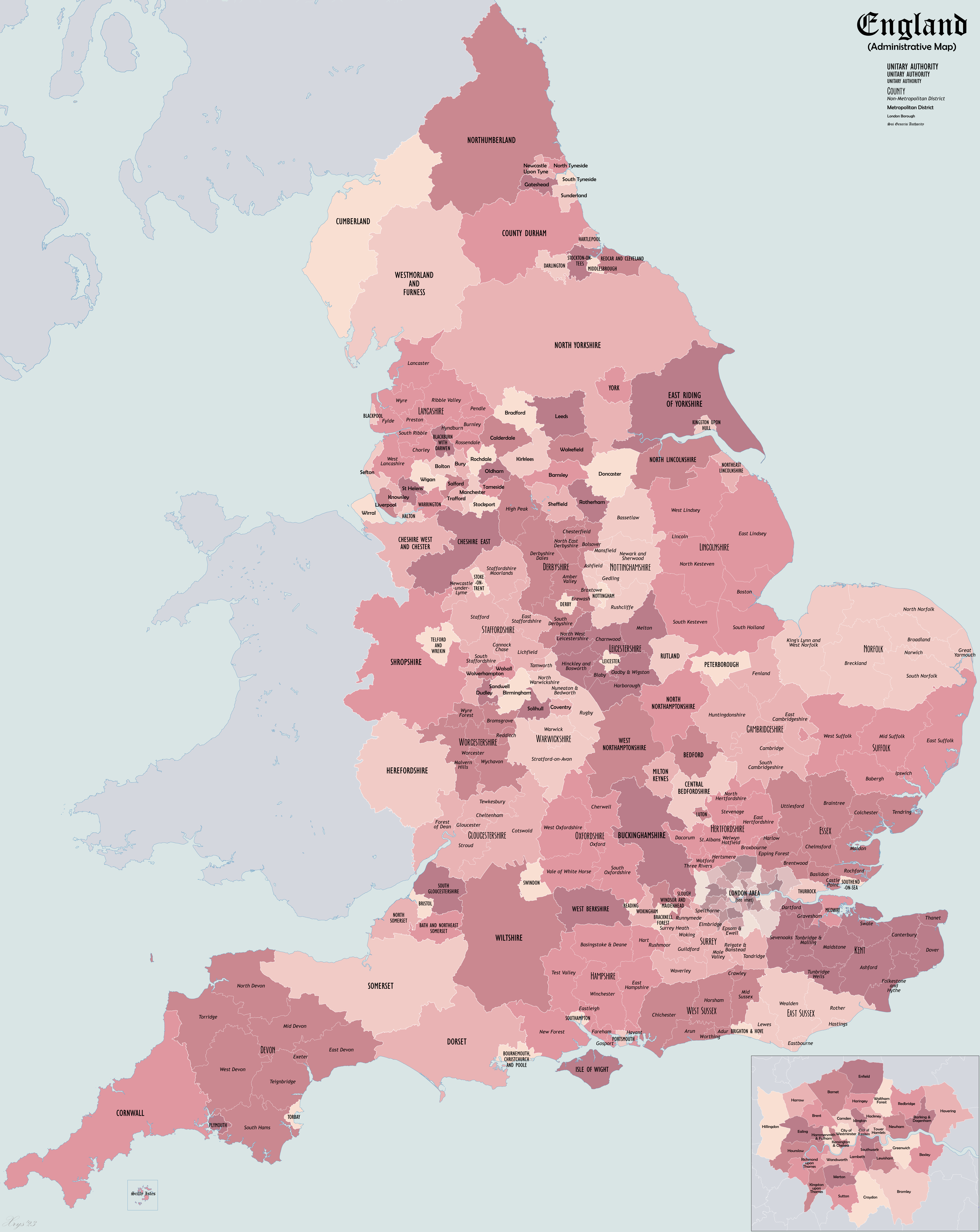
Боро у 2022 році